# マイ フレンド
「マイ フレンド」は、ZARDの17作目のシングル。テレビアニメ『SLAM DUNK』の最終クールエンディングテーマであり、ZARDは本作で3度目のミリオンセラーを達成した。

## 概要
- 表題曲は、テレビアニメ『SLAM DUNK』の最終クールエンディングテーマに起用され、ZARD初のアニメソングとなった。タイアップ先への納品のため、リリースした曲とオンエアバージョンが異なることが多いZARDだが、本作の製品盤は歌詞の構成とヴォーカルを録り直した以外は、ほぼアレンジも変わらない形で発売された。
- 2007年8月19日の『24時間テレビ 「愛は地球を救う」』（日本テレビ系）では、「負けないで」「揺れる想い」と共に坂井泉水の追悼コーナーで女性出演者達によって歌唱された。その他に、1996年、1999年、2007年、2009年、2010年の24時間テレビでも歌唱されている。
- 2007年10月5日の、『ミュージックステーション』（テレビ朝日系）「アゲうた」ランキングで69位にランクインした。『COUNT DOWN TV』（TBS系）ではglobeの「DEPARTURES」が2週連続で1位となっており、本作は初登場2位となっている。これは集計期間の違いによるものである。
- 年末年始の物流事情により、前年の12月28日に入荷された上で販売が行われていた。この件は、当時B-GramのメッセージサービスB-VOICEで告知されていた。
- CDの表面での表記は「MY FRIEND」と英語表記になっているが、歌詞の題名と背の部分、及び公式サイトではカタカナ表記である。
- ジャケット写真、及びプロモーションビデオの一部の映像は、ロンドンで撮影された。この際の別テイクの写真が、『ZARD BEST 〜Request Memorial〜』のジャケット写真としても採用された。
- ミュージックビデオはロンドンの風景を主体とし、坂井が町並みを歩く様子とミュージックステーションのスタジオで、CDジャケットと同様の衣装を纏い、バックバンドを従えて歌唱する姿が発表されていた。しかし坂井の死後、前記ふたつと同スタジオでTシャツ姿で一人歌唱するシーンを再編集した完全版のミュージックビデオが発表された。なお、発売当時、初期に発表されたものは一般のファンが購入出来るものではないため、『速報!歌の大辞テン』では「坂井さんの姿が見られる貴重な映像です」というテロップが出て紹介されるほどであった。
- 4thシングル「眠れない夜を抱いて」から使用されてきたZARDのロゴが使われたシングルは本作が最後となった。

## チャート成績
初動枚数は36.3万枚で、ZARDのシングル作品で最高の初動枚数と初登場1位を記録し、累計枚数は前作の倍近く回復。チャートイン最終週の21週目にミリオンセラーを記録（オリコン調べ）。最大のロングセラーとなったと共に、最後のミリオン・シングルとなった。「負けないで」「揺れる想い」に次ぐ3番目の売上枚数である。
2021年9月22日に公開されたBillboard JAPANアニメチャート“JAPAN HOT Animation”では、ZARDのサブスクリプションの解禁効果で、10位に初登場した。

## 収録曲
1. マイ フレンド
作詞：坂井泉水
作曲：織田哲郎
編曲：葉山たけし
  - テレビ朝日系アニメ『SLAM DUNK』最終クールエンディングテーマ[1]
  - テレビ東京系『有吉ぃぃeeeee!そうだ!今からお前んチでゲームしない?』2021年5月度エンディングテーマ
  - 生沢佑一がコーラスに参加している。
  - 『BEST OF BEST 1000 織田哲郎』のライナーノーツによると、プロデューサーの長戸大幸が織田が作曲した2曲の頭とサビを一つに繋げて完成した曲で、織田は曲が完成するまでそのことを知らなかったという。また、長戸唯一のラジオ番組「OLDIES GOODIES」（FM滋賀）に出演された際に、本曲の制作背景について公開された。サビ部分は元々イントロから始まる予定としていた。イントロ部分はデイヴィッド・リー・ロス（原曲はザ・ビーチ・ボーイズ）の「カリフォルニア・ガールズ」からオマージュされている。
2. 目覚めた朝は…
作詞：坂井泉水
作曲：米澤光由
編曲：池田大介
  - 歌詞は過去を振り返り、新しい一歩を踏み出す男性の視点で書かれている。
  - 作曲は、ZARD初となる米澤光由が担当（現在「3PE」リードギター）。
  - 表題曲同様、バンドサウンドを意識した一曲。
3. マイ フレンド original karaoke
4. 目覚めた朝は… original karaoke

## 楽曲の収録アルバム
- TODAY IS ANOTHER DAY（#1）
- ZARD BEST The Single Collection 〜軌跡〜（#1）
- Golden Best 〜15th Anniversary〜（#1）
- ZARD Request Best 〜beautiful memory〜（#1、'07 Live Ver.）
- ZARD Single Collection 〜20TH ANNIVERSARY〜（#1,2）
- ZARD Forever Best 〜25th Anniversary〜（#1）
- スラムダンク テーマソング集（#1）
- THE BEST OF TV ANIMATION SLAM DUNK〜Single Collection〜（#1）